# 康俊 (興福寺大仏師)

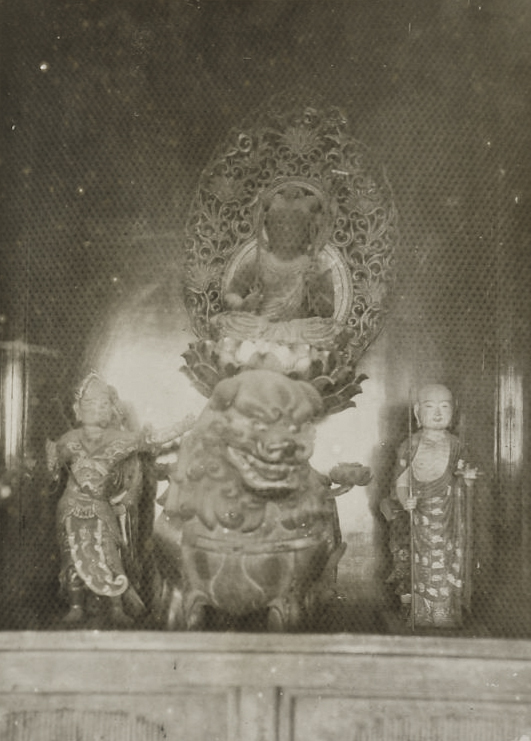
『木造文殊菩薩騎獅像（本堂安置）』（小仏師康成との合作・文観発願、重要文化財、般若寺本尊）

康俊（こうしゅん、? - 建武元年（1334年）以前）は、鎌倉時代末期に活躍した興福寺大仏師。興福寺の通称を「南都」と言うため、「南都大仏師」とも称した。同世代の代表的な仏師で、2020年時点で4件の作品が重要文化財に指定されている。弟子・子息に康成。

## 略歴
現存最古の作品は正和4年（1315年）の地蔵像（奈良県長弓寺蔵）で、「南都大仏師法橋」の肩書を名乗る。元応2年（1320年）の南無仏太子像（MOA美術館蔵）では、「南都大仏師法眼」と称す。
後醍醐天皇の護持僧だった真言律宗・真言宗の僧で絵仏師でもある文観房弘真との結びつきが強かった。
その作風は、奈良県奈良市の真言律宗般若寺本尊の『木造文殊菩薩騎獅像（本堂安置）』（康成との合作、重要文化財）の作例については、仏教美術史家の内田啓一によれば、基本的には鎌倉時代の絵画作例に一般的な童形の文殊菩薩像をおおよそ忠実に立体化したものではないかという。その一方で、大きい小鼻と厚めの唇は康俊・康成による独自の味付けになっており、内田は「小気味よい仕上げが十分感じられる」と評している。また、被服学者の奥村萬亀子は、同作の裳に截金（きりかね）で施された麻の葉文様を「美しい」と評し、同作を含むこの時代の仏教美術が、近世における麻の葉文様流行の源流にあるのではないかと主張した。
建武元年（1334年）までには没していたと考えられている。興福寺大仏師職は、弟子で子息の康成が継いだ。

## 研究史
本項の奈良仏師の「興福寺大仏師」康俊と入れ替わるようにして、慶派の「東寺大仏師」康俊なる仏師が京都で活躍するようになり、かつては同一人物が京都に移住して再活躍したのだと見なされていた。とはいえ、両者を同一人物とするには不自然な点も多く、疑問視する声もあった。第一の疑問点として、奈良から京都に出てきた仏師が七条仏所（慶派）の正系に突如選ばれるのが不可解である。第二の疑問点として、人生の前半と人生の後半で作風が大きく違う点も不審である。
20世紀末、大阪府千手寺の千手観音立像の中から、正平12年/延文2年（1357年）の記らしき墨書が発見され、そこに「故法眼康俊」という一言があった。これを受け、1997年に、田邊三郎助が「大佛師康俊・康成について」（『大佛師康俊・康成の研究―千手寺千手観音立像修理報告書―』所収）を発表し、興福寺大仏師の康俊は建武元年（1334年）ごろには既に死没しており、東寺大仏師の康俊と別人であることを主張した。
別人説は前記の二つの問題点を解消するものであったことから、他の研究者からの賛同を得られるようになった。

## 作品
- 地蔵菩薩立像（奈良県宝光院（長弓寺塔頭）蔵） - 正和4年（1315年）[1]。奈良県指定文化財。
- 大日如来坐像（大分県金剛宝戒寺蔵）- 文保2年（1318年）。重要文化財[6]。
- 聖徳太子立像（静岡県MOA美術館蔵） - 元応2年（1320年）。重要美術品[7]。「南無仏太子像」とも。
- 四天王立像（大分県永興寺） - 元亨元年（1321年）。重要文化財[8]。
- 文殊菩薩騎獅像（奈良県般若寺本尊） - 元亨4年（1324年）3月7日。小仏師康成との合作、文観による発願、伊賀兼光の寄進。重要文化財[9]。
- 普賢延命菩薩騎象像（佐賀県竜田寺蔵） - 正中3年（1326年）4月。重要文化財[10]。
- 僧形八幡神坐像（アメリカ合衆国ボストン美術館蔵） - 嘉暦3年（1328年）[11]。

※以上の作品の材質はいずれも木造。

## 関連文献
- 東京国立博物館ほか編 『ボストン美術館 日本美術の至宝』展図録、2012年、80，242頁